# Amanda Ginsburg
Amanda Ginsburg Fjelstad, född Ginsburg 10 juni 1990 i Stockholm, är en svensk sångerska och låtskrivare, främst verksam inom genren jazz.

## Biografi

### Uppväxt och inledande musikkarriär
Amanda Ginsburg växte upp i en musikalisk familj i Gamla stan i Stockholm. Hon har äldre halvsyskon, varav en syster, Sofie Sörman, under ett antal år var verksam som jazzsångerska i Paris. Amanda Ginsburg är barnbarn till radiomannen Manne Ginsburg, och syskonbarn till illustratören Gunnel Ginsburg samt TV-producenterna Agneta och Eva Ginsburg.
Hon gick musiklinjen på Södra Latins gymnasium på Södermalm. Därefter studerade hon musik på Betel folkhögskola och Kungliga Musikhögskolan i Stockholm, där hon tog examen 2014.
Under några år ingick Ginsburg i vokalgruppen IRIS tillsammans med Agnes Börsbo, Agnes Grahn och Ida Hammarbacken. Gruppen IRIS gav tillsammans med instrumentalgruppen Gibraltar ut en EP, Iris och Gibraltar. IRIS medverkade även som kör under Ane Bruns föreställningar på Dramaten hösten 2017.
Ginsburg har även haft ett musikaliskt samarbete med musikern Andy Fite, vars låtar Ginsburg har sjungit på konserter.

### Utveckling (2017–)
I juni 2016 spelade Ginsburg in EP:n Vargtimma, bestående av sex låtar, tillsammans med musikerna Filip Ekestubbe, Ludvig Eriksson, Ludwig Gustavsson och Joel Karlsson. Vargtimma släpptes år 2017 och flera låtar från skivan kom att spelas i P2 under 2017. Hösten 2017 nominerades Amanda Ginsburg till P2 Jazzkatten 2017 i kategorin "Årets nykomling". Samma år släppte hon Havsmelodi, samt Flykten från vardagen, en låt där hon framträder tillsammans med trombonisten Nils Landgren.
Den 19 januari 2018 uppträdde Ginsburg i Musikplats Stockholm och framförde fem av sina låtar under konserten som sändes i P4 Stockholm.
I februari 2018 släppte Ginsburg sitt debutalbum, Jag har funderat på en sak, på skivbolaget Ladybird/Naxos. Albumet recenserades i bl.a. Dagens Nyheter och Orkesterjournalen. I samband med albumsläppet intervjuades hon även av P1 Kultur.
Under år 2018 turnerade Ginsburg runt om i Sverige tillsammans med medmusikerna Ludvig Erikson, Ludwig Gustavsson och Filip Ekestubbe. Den 7 maj 2018 spelade hon en konsert på jazzklubben Fasching i Stockholm, där även multiinstrumentalisten Magnus Lindgren deltog som hemlig gäst på scenen. Den 24 juli 2018 framträdde Amanda Ginsburg i Allsång på Skansen, där hon framförde låten Havsmelodi från debutalbumet.
Hösten 2018 nominerades Ginsburg för andra gången till P2 Jazzkatten i kategorin "Årets nykomling". Under den direktsända Jazzkatten-galan i oktober 2018 deltog hon även på scenen på jazzklubben Fasching.
Den 7 februari 2019 vann Ginsburg en Grammis i kategorin "Årets jazz" för albumet Jag har funderat på en sak  på Grammisgalan 2019. Hon hade nominerats till detta pris i december 2018.
2021 vann Ginsburg återigen en Grammis i kategorin "Årets jazz" för albumet I det lilla händer det mesta på Grammisgalan 2021

## Priser och utmärkelser
- 2017 – Nominerad till P2 Jazzkatten 2017 (i kategorin "Årets nykomling")
- 2018 – Olle Adolphson-stipendiat[26][3]
- 2018 – Nominerad till P2 Jazzkatten 2018 (i kategorin "Årets nykomling")
- 2018 – SKAP:s Jazzpris[27]
- 2018 – Stim-stipendiat[28]
- 2019 – Grammis för Jag har funderat på en sak (i kategorin "Årets jazz")
- 2019 – Gösta Lyttkens musikstipendium[29]
- 2021 – Grammis för I det lilla händer det mesta⁠⁠ (i kategorin "Årets jazz")[30]

## Diskografi

### Album
- 2018 – Jag har funderat på en sak[31][32][33]  Ladybird/Naxos
- 2020 – I det lilla händer det mesta[34][35][36][37][38][39][40], Ladybird/Naxos
- 2023 – Everybody Loves You (med Andy Fite)[41], Ladybird/Naxos
- 2024 – Tur att jag kan skratta[42][43], Ladybird/Naxos

### Singlar/EP
- 2017 – Vargtimma
- 2017 – Havsmelodi[1]
- 2017 – Flykten från vardagen[12]
- 2018 – Vintern rasar in[44]
- 2024 – Ska vi leva loppan?
- 2024 – Var det mot mig du log?